# Herman Moll

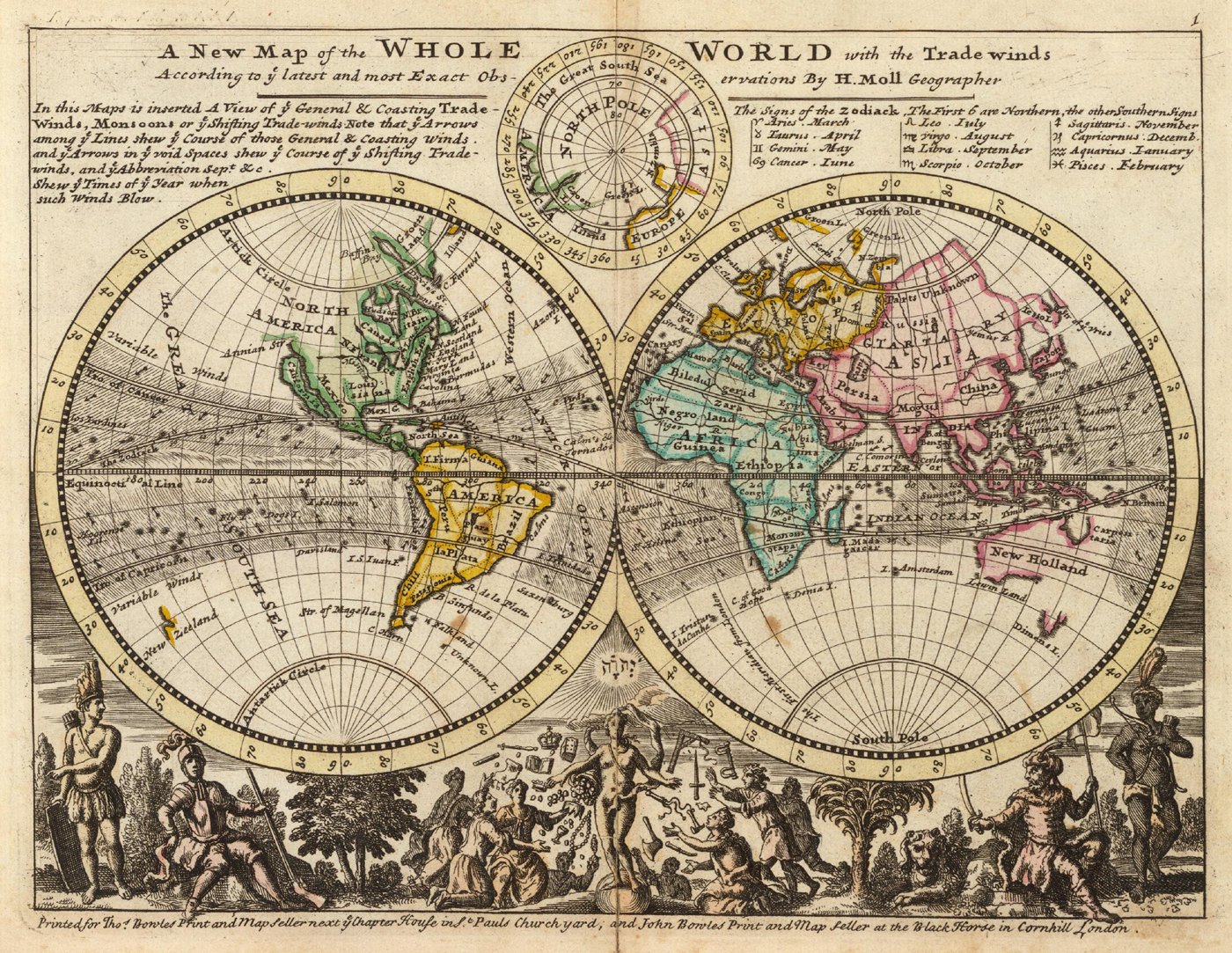
Un mapa nou del món sencer amb els vents alisis (1736)

Herman Moll (1654? – 1732) fou un cartògraf, gravador i editor. Moll es va traslladar a Anglaterra el 1678 i va obrir una llibreria de mapes a Londres. Sovint realitzava mapes utilitzant els estudis procedents de la tasca d'altres cartògrafs.
Un dels mapes del Moll de l'illa de Terranova, publicat a la dècada del 1680, va mostrar Pointe Riche, el límit sud de l'illa que està situat a 47 ° 40 ' de latitud nord. El 1763 l'estat francès intentà utilitzar aquest mapa per establir la seva reclamació a la costa oest de Terranova, argumentant que el Point Riche i Cap Ray eren la mateixa punta. El governador Hugh Palliser i el capità James Cook trobà proves per refutar la reclamació de Moll i el 1764 França va acceptar l'emplaçament de Pointe Riche prop de Port au Choix.

## Origen
El lloc exacte de naixement de Moll és desconegut. Degut a la seva important tasca cartogràfica sobre els Països Baixos i el fet que ell va dur a terme un viatge en els seus darrers anys als Països Baixos, fan suposar que procedia d'Amsterdam o Rotterdam. El cognom Moll és comú als Països Baixos, però també al nord d'Alemanya, cosa que fa pensar en un possible origen alemany. La biografia de Dennis Reinhartz assumeix que Moll prové de Bremen. El seu any de naixement és probablement el 1654.

## Importància de la seva obra
El 1715 Moll va emetre The World Described, una col·lecció de trenta grans mapes, de doble cara La sèrie inclou dos dels mapes més famosos de Moll: A new and exact map of the dominions of the King of Great Britain and To The Right Honorable John Lord Sommers...This Map of North America According To Ye Newest and Most Exact Observations. (Aquest mapa d'Amèrica del Nord Segons les més noves i més exactes Observacions). Aquests mapes es distingeixen per la seva elaborada  cartel·la i les imatges, i són coneguts respectivament com el Beaver Map i el Codfish Map.'. Igual que amb moltes de les seves obres, Moll utilitzà aquests mapes per poder donar a conèixer i donar suport a la política britànica i els seus drets regionals a tot el món.
Moll va qualificar l'oceà Atlàntic com el "Mar de l'Imperi Britànic" i va posar èmfasi en les demandes britàniques als drets de pesca davant les costes de Terranova. A un mapa de les Índies Occidentals de la mateixa sèrie, va escriure a la cantonada sud-oest de Carolina, les paraules "Fort espanyol abandonat" i "Good Ground". En molts dels seus mapes d'Amèrica del Nord - incloent el Beaver Map - va prestar especial atenció a les principals ports, perquè sabia que era un detall suficient per a les infraestructures, comunicant que, eren molt importants per a una major expansió dels Anglesos
Pritchard sosté que el Beaver Map era "un dels primers i més importants documents cartogràfics relatius a la disputa entre França i Gran Bretanya sobre les fronteres que separaven les seves respectives colònies americanes ... El mapa era l'exponent principal de la posició britànica durant el període immediatament després del Tractat d'Utrecht el 1713 ".

## Obra
- Thesaurus Geographicus. A new body of geography: or a compleat description of the Earth Collected with great care from the most approv'd geographers and modern travellers and discoveries by several hands (1695)
- A System of Geography (1701)
- The Compleat Geographer (1709)
- The British empire in America (1708)
- A View of the Coasts, Countries, and Islands within the limits of the South Sea Company (1711)
- The World Described (1715)
- A Set of Fifty New and Correct Maps of England and Wales (1724)
- A Tour Thro' the Whole Island of Great Britain: Divided Into Circuits or Journies 4 volumes. (1761)